# 폴란드의 비공식 표어
폴란드는 공식적인 나라 표어를 가지고 있지 않다. 하지만 하느님, 명예, 조국(폴란드어: Bóg, Honor, Ojczyzna 보크, 호노르, 오이치즈나[*])라는 비공식적인 표어를 쓰고 있다. 또한 그대와 우리의 자유를 위하여(폴란드어: wolność Waszą i Naszą 볼노시치 바숑 이 나숑[*])라는 표어도 존재하고 있다.